# Olympische Sommerspiele 1992/Teilnehmer (Vereintes Team)
| Gelbes Symbol für Goldmedaillen mit stilisierten Olympischen Ringen | Graues Symbol für Silbermedaillen mit stilisierten Olympischen Ringen | Braundes Symbol für Bronzemedaillen mit stilisierten Olympischen Ringen |
| ------------------------------------------------------------------- | --------------------------------------------------------------------- | ----------------------------------------------------------------------- |
| 45                                                                  | 38                                                                    | 29                                                                      |

Das Vereinte Team nahm an den Olympischen Sommerspielen 1992 in Barcelona teil. Es handelte sich hierbei um einen Zusammenschluss von zwölf der 15 Nachfolgestaaten der Sowjetunion. Lediglich die drei baltischen Republiken Estland, Lettland und Litauen waren mit eigenen Teams vertreten. Informell wurde das Vereinte Team auch als Gemeinschaft Unabhängiger Staaten bezeichnet, obwohl Georgien zu diesem Zeitpunkt der GUS nicht angehörte.
Nach der Teilnahme an den Olympischen Winterspielen in Albertville stellte dies die zweite und letzte Teilnahme des Vereinten Teams an Olympischen Spielen dar. Bei den Winterspielen 1994 waren die Nationen mit eigenen Teams vertreten.
Für das Vereinte Team nahmen insgesamt 475 Athleten, davon 310 Männer und 165 Frauen, an 234 Wettbewerben in 27 Sportarten teil. Mit insgesamt 112 Medaillen belegte das Vereinte Team den ersten Rang im Medaillenspiegel.

## Nationen
Die Athleten des Vereinten Teams kamen aus folgenden zwölf Ländern:
- Armenien
- Aserbaidschan
- Belarus
- Georgien
- Kasachstan
- Kirgisistan
- Moldau
- Russland
- Tadschikistan
- Turkmenistan
- Ukraine
- Usbekistan

## Flaggenträger
Der Ringer Alexander Karelin trug die olympische Flagge während der Eröffnungsfeier im Olympiastadion.

## Teilnehmer nach Sportarten

### Badminton
- Andrei Antropow
Männer, Einzel: 3. Runde
- Jelena Rybkina
Frauen, Einzel: 3. Runde

### Basketball
- Männerturnier
4. Platz
- Kader
Sergei Basarewitsch
Wiktor Bereschnyj
Alexander Belostenny
Wladimir Gorin
Igors Miglinieks
Witali Nossow
Sergei Panow
Elsad Qadasev
Dimitri Sucharew
Waleri Tichonenko
Gundars Vetra
Oleksandr Wolkow
Trainer: Juri Selichow
- Frauenturnier
Gold
- Kader
Jelena Baranowa
Elen Bunatjanz
Jelena Chudaschowa
Irina Gerliz
Irina Minch
Natalja Sassulskaja
Olena Schyrko
Alena Schwajbowitsch
Irina Sumnikowa
Maryna Tkatschenko
Jelena Tornikidu
Svetlana Sabolujewa
Trainer: Jewgeni Gomelski

### Bogenschießen
- Ljudmyla Arschannikowa
Frauen, Einzel: 27. Platz
Frauen, Mannschaft: Bronze
- Wladimir Jeschejew
Männer, Einzel: 11. Platz
Männer, Mannschaft: 8. Platz
- Chatuna Kwriwischwili
Frauen, Einzel: 6. Platz
Frauen, Mannschaft: Bronze
- Wadim Schikarew
Männer, Einzel: 7. Platz
Männer, Mannschaft: 8. Platz
- Natalia Valeeva
Frauen, Einzel: Bronze 
Frauen, Mannschaft: Bronze
- Stanyslaw Sabrodskyj
Männer, Einzel: 10. Platz
Männer, Mannschaft: 8. Platz

### Boxen
- Wladislaw Antonow
Männer, Bantamgewicht: 17. Platz
- Anatoli Filippow
Männer, Fliegengewicht: 17. Platz
- Artur Grigorian
Männer, Leichtgewicht: 9. Platz
- Wladimir Ganschenko
Männer, Halbfliegengewicht: 17. Platz
- Nikolai Kulpin
Männer, Superschwergewicht: 9. Platz
- Alexander Lebsjak
Männer, Mittelgewicht: 9. Platz
- Oleg Nikolajew
Männer, Halbweltergewicht: 5. Platz
- Ramaz Paliani
Männer, Federgewicht: Bronze
- Andrei Pestrjajew
Männer, Weltergewicht: 17. Platz
- Rostyslaw Saulytschnyj
Männer, Halbschwergewicht: Silber
- Arkadi Topajew
Männer, Halbmittelgewicht: 17. Platz
- Alexei Tschudinow
Männer, Schwergewicht: 9. Platz

### Fechten
- Jelena Glikina
Frauen, Florett, Einzel: 25. Platz
Frauen, Florett, Mannschaft: 4. Platz
- Serhij Holubyzkyj
Männer, Florett, Einzel: Silber 
Männer, Florett, Mannschaft: 5. Platz
- Wjatscheslaw Grigorjew
Männer, Florett, Einzel: 20. Platz
Männer, Florett, Mannschaft: 5. Platz
- Jelena Grischina
Frauen, Florett, Mannschaft: 4. Platz
- Wadym Hutzajt
Männer, Säbel, Mannschaft: Gold
- Anwar Ibragimow
Männer, Florett, Mannschaft: 5. Platz
- Grigori Kirijenko
Männer, Säbel, Einzel: 10. Platz
Männer, Säbel, Mannschaft: Gold
- Pawel Kolobkow
Männer, Degen, Einzel: Silber 
Männer, Degen, Mannschaft: Bronze
- Sergei Kostarew
Männer, Degen, Mannschaft: Bronze
- Serhij Krawtschuk
Männer, Degen, Einzel: 12. Platz
Männer, Degen, Mannschaft: Bronze
- İlqar Məmmədov
Männer, Florett, Mannschaft: 5. Platz
- Heorhij Pohossow
Männer, Säbel, Einzel: 20. Platz
Männer, Säbel, Mannschaft: Gold
- Stanislaw Posdnjakow
Männer, Säbel, Mannschaft: Gold
- Waleri Sacharewitsch
Männer, Degen, Mannschaft: Bronze
- Tatjana Sadowskaja
Frauen, Florett, Einzel: Bronze 
Frauen, Florett, Mannschaft: 4. Platz
- Dmitri Schewtschenko
Männer, Florett, Einzel: 13. Platz
Männer, Florett, Mannschaft: 5. Platz
- Alexander Schirschow
Männer, Säbel, Einzel: 13. Platz
Männer, Säbel, Mannschaft: Gold
- Andrei Schuwalow
Männer, Degen, Einzel: 11. Platz
Männer, Degen, Mannschaft: Bronze
- Olga Welitschko
Frauen, Florett, Einzel: 10. Platz
Frauen, Florett, Mannschaft: 4. Platz
- Olga Woschtschakina
Frauen, Florett, Mannschaft: 4. Platz

### Gewichtheben
- Artur Akojew
Männer, II. Schwergewicht: Silber
- Tudor Casapu
Männer, Mittelgewicht: Gold
- Akakios Kachiasvilis
Männer, Mittelschwergewicht: Gold
- Aljaksandr Kurlowitsch
Männer, Superschwergewicht: Gold
- Israjel Militosjan
Männer, Leichtgewicht: Gold
- Ibragim Samadow
Männer, Leicht-Schwergewicht: Bronze  disqualifiziert wegen Unsportlichkeit
- Sergei Syrzow
Männer, Mittelschwergewicht: Silber
- Tymur Tajmasow
Männer, I. Schwergewicht: Silber
- Leanid Taranenka
Männer, Superschwergewicht: Silber
- Wiktor Tregubow
Männer, I. Schwergewicht: Gold

### Handball
- Männerturnier
Gold
- Kader
Andrej Barbaschynski
Serhij Bebeschko
Talant Dujshebaev
Dmitri Filippow
Waleri Gopin
Wjatscheslaw Gorpischin
Oleg Grebnew
Jurij Hawrylow
Michail Jakimowitsch
Oleg Kisseljow
Wassili Kudinow
Andrei Lawrow
Andrej Minevski
Pawel Sukosjan
Igor Tschumak
Igor Wassiljew
- Frauenturnier
Bronze
- Kader
Natalja Anissimowa
Marina Basanowa
Swetlana Bogdanowa
Galina Borsenkowa
Natalja Derjugina
Tatjana Dschandschgawa
Tetjana Horb
Elina Gussewa
Ljudmila Guz
Larissa Kisseljowa
Natalja Morskowa
Galina Onoprijenko
Swetlana Prjachina

### Hockey
- Männerturnier
10. Platz
- Kader
Wladimir Antakow
Sergei Barbaschin
Wiktor Deputatow
Alexander Domaschew
Sos Hajrapetjan
Oleg Chandajew
Alexander Krasnojarzew
Igor Muladjanow
Jewgeni Nechajew
Sergej Pleschakow
Wladimir Pleschakow
Juri Safonow
Berikqasy Seksenbajew
Wiktor Sutschitsch
Igor Jultschijew

### Judo
- Magomedbek Alijew
Männer, Leichtgewicht: 34. Platz
- Jelena Besowa
Frauen, Halbschwergewicht: 20. Platz
- Dawit Chachaleischwili
Männer, Schwergewicht: Gold
- Swetlana Gundarenko
Frauen, Schwergewicht: 7. Platz
- Nasim Gusseinow
Männer, Superleichtgewicht: Gold
- Sergei Kosminin
Männer, Halbleichtgewicht: 24. Platz
- Jelena Kotelnikowa
Frauen, Mittelgewicht: 16. Platz
- Dina Maksutowa
Frauen, Halbleichtgewicht: 9. Platz
- Oleg Maltsew
Männer, Mittelgewicht: 21. Platz
- Jelena Petrowa
Frauen, Halbmittelgewicht: Bronze
- Dmitri Sergejew
Männer, Halbschwergewicht: Bronze
- Inna Toropejewa
Frauen, Leichtgewicht: 18. Platz
- Scharip Warajew
Männer, Halbmittelgewicht: 7. Platz

### Kanu
- Wladimir Bobreschow
Männer, Kajak-Vierer, 1000 Meter: Halbfinale
- Dsmitryj Douhaljonok
Männer, Canadier-Zweier, 500 Meter: Gold
- Oleg Gorobi
Männer, Kajak-Vierer, 1000 Meter: Halbfinale
- Aljaksandr Hramowitsch
Männer, Canadier-Zweier, 1000 Meter: 8. Platz
- Oleksij Ihrajew
Männer, Canadier-Zweier, 1000 Meter: 8. Platz
- Sjarhej Kalesnik
Männer, Kajak-Einer, 500 Meter: 5. Platz
Männer, Kajak-Zweier, 500 Meter: 9. Platz
- Ivan Kirejev
Männer, Kajak-Zweier, 1000 Meter: Halbfinale
- Serhij Kirsanow
Männer, Kajak-Vierer, 1000 Meter: Halbfinale
- Alexander Kostoglod
Männer, Canadier-Einer, 1000 Meter: Halbfinale
- Wjatscheslaw Kutusin
Männer, Kajak-Vierer, 1000 Meter: Halbfinale
- Aljaksandr Massjajkou
Männer, Canadier-Zweier, 500 Meter: Gold
- Ihor Nahajew
Männer, Kajak-Einer, 1000 Meter: Halbfinale
- Irina Waag
Frauen, Kajak-Einer, 500 Meter: Halbfinale
Frauen, Kajak-Vierer, 500 Meter: 9. Platz
- Irina Samoilowa
Frauen, Kajak-Zweier, 500 Meter: Halbfinale
Frauen, Kajak-Vierer, 500 Meter: 9. Platz
- Galina Sawenko
Frauen, Kajak-Zweier, 500 Meter: Halbfinale
Frauen, Kajak-Vierer, 500 Meter: 9. Platz
- Michał Śliwiński
Männer, Canadier-Einer, 500 Meter: Silber
- Anatoli Tischtschenko
Männer, Kajak-Zweier, 500 Meter: 9. Platz
- Olga Tischtschenko
Frauen, Kajak-Vierer, 500 Meter: 9. Platz
- Anatoly Tyurin
Männer, Kajak-Zweier, 1000 Meter: Halbfinale

### Leichtathletik
- Andrei Abduwalijew
Männer, Hammerwurf: Gold
- Wladimir Andrejew
Männer, 20 Kilometer Gehen: 13. Platz
- Marina Asjabina
Frauen, 100 Meter Hürden: Halbfinale
- Ihar Astapkowitsch
Männer, Hammerwurf: Silber
- Anzhela Atroshchenko
Frauen, Siebenkampf: 12. Platz
- Dmitri Bagrjanow
Männer, Weitsprung: 7. Platz
- Irina Belowa
Frauen, Siebenkampf: Silber
- Laryssa Bereschna
Frauen, Weitsprung: Vorrunde
- Madina Biktagirowa
Frauen, Marathon: 4. Platz wegen Dopings disqualifiziert
- Olga Bogoslowskaja
Frauen, 100 Meter: Halbfinale
Frauen, 4 × 100 Meter: Silber
- Olga Bolșova
Frauen, Hochsprung: Vorrunde
- Olga Bondarenko
Frauen, 10.000 Meter: Vorläufe (DNF)
- Olha Bryshina
Frauen, 400 Meter: Silber 
Frauen, 4 × 400 Meter: Gold
- Serhij Bubka
Männer, Stabhochsprung: kein gültiger Versuch im Finale
- Ramilja Burangulowa
Frauen, Marathon: 8. Platz
- Olga Burowa
Frauen, Diskuswurf: 5. Platz
- Tetjana Dorowskych
Frauen, 1500 Meter: 4. Platz
Frauen, 3000 Meter: Silber
- Ljudmyla Dschyhalowa
Frauen, 4 × 400 Meter: Gold
- Andrei Fedoriw
Männer, 4 × 100 Meter: 5. Platz
- Pawel Galkin
Männer, 100 Meter: Viertelfinale
Männer, 4 × 100 Meter: 5. Platz
- Ramil Gʻaniyev
Männer, Zehnkampf: 8. Platz
- Wladimir Goljas
Männer, 3000 Meter Hindernis: Halbfinale
- Dmitri Golowastow
Männer, 4 × 400 Meter: Vorläufe
- Ljubow Gurina
Frauen, 800 Meter: 8. Platz
- Eduard Hämäläinen
Männer, Zehnkampf: Aufgabe nach vier Disziplinen
- Edwin Iwanow
Männer, 200 Meter: Viertelfinale
Männer, 4 × 100 Meter: 5. Platz
- Wadim Iwanow
Männer, Weitsprung: Vorrunde
- Alina Iwanowa
Frauen, 10 Kilometer Gehen: DNF
- Iryna Jattschanka
Frauen, Diskuswurf: 7. Platz
- Walentina Jegorowa
Frauen, Marathon: Gold
- Inna Jewsejewa
Frauen, 800 Meter: 4. Platz
- Dmitri Kliger
Männer, 4 × 400 Meter: Vorläufe
- Oleksandr Klymenko
Männer, Kugelstoßen: 8. Platz
- Natalja Kolowanowa
Frauen, 100 Meter Hürden: 7. Platz
- Iwan Konowalow
Männer, 3000 Meter Hindernis: Vorläufe
- Jelena Kopytowa
Frauen, 3000 Meter: 6. Platz
- Larissa Korotkewitsch
Frauen, Diskuswurf: 4. Platz
- Dmitri Kossow
Männer, 400 Meter: Vorläufe
Männer, 4 × 400 Meter: Vorläufe
- Iryna Kostjutschenkowa
Frauen, Speerwurf: Vorrunde
- Alexander Kowalenko
Männer, Dreisprung: 7. Platz
- Dmytro Kowzun
Männer, Diskuswurf: 7. Platz
- Inessa Krawez
Frauen, Weitsprung: Silber
- Swetlana Kriweljowa
Frauen, Kugelstoßen: Gold
- Wadim Kurach
Männer, 110 Meter Hürden: Viertelfinale
- Natalja Lissowskaja
Frauen, Kugelstoßen: 9. Platz
- Tazzjana Ljadouskaja
Frauen, 400 Meter Hürden: 4. Platz
- Wjatscheslaw Lycho
Männer, Kugelstoßen: Bronze
- Anatoli Makarewitsch
Männer, 800 Meter: Halbfinale
- Galina Maltschugina
Frauen, 200 Meter: 8. Platz
Frauen, 4 × 100 Meter: Silber
- Ljudmila Matwejewa
Frauen, 10.000 Meter: Vorläufe
- Irina Muschailowa
Frauen, Weitsprung: 5. Platz
- Ludmila Naroschilenko
Frauen, 100 Meter Hürden: Aufgabe vor dem Halbfinale
- Olga Nasarowa
Frauen, 400 Meter: 4. Platz
Frauen, 4 × 400 Meter: Gold
- Andrij Nemtschaninow
Männer, Kugelstoßen: Vorrunde
- Jelena Nikolajewa
Frauen, 10 Kilometer Gehen: Silber
- Igot Nikulin
Männer, Hammerwurf: Bronze
- Lilija Nurutdinowa
Frauen, 4 × 400 Meter: Gold 
Frauen, 800 Meter: Silber
- Wera Ordina
Frauen, 400 Meter Hürden: 5. Platz
- Igor Paklin
Männer, Hochsprung: Vorrunde
- Aljaksandr Pataschou
Männer, 50 Kilometer Gehen: disqualifiziert
- Wita Pawlysch
Frauen, Kugelstoßen: 8. Platz
- Andrei Perlow
Männer, 50 Kilometer Gehen: Gold
- Jekaterina Podkopajewa
Frauen, 1500 Meter: 8. Platz
- Dmitri Poljunin
Männer, Speerwurf: Vorrunde
- Margarita Ponomarjowa
Frauen, 400 Meter Hürden: 6. Platz
- Irina Priwalowa
Frauen, 100 Meter: Bronze 
Frauen, 200 Meter: 4. Platz
Frauen, 4 × 100 Meter: Silber
- Wiktor Radtschenko
Männer, Zehnkampf: 12. Platz
- Asat Rakipau
Männer, 1500 Meter: 12. Platz
- Ljudmila Rogatschowa
Frauen, 1500 Meter: Silber
- Jelena Romanowa
Frauen, 3000 Meter: Gold
- Jelena Rusina
Frauen, 400 Meter: Halbfinale
Frauen, 4 × 400 Meter: Gold
- Vadim Zadoinov
Männer, 400 Meter Hürden: Vorläufe
- Viktor Zaysev
Männer, Speerwurf: Vorrunde
- Witali Sawin
Männer, 100 Meter: Halbfinale
Männer, 4 × 100 Meter: 5. Platz
- Jelena Sayko
Frauen, 10 Kilometer Gehen: 8. Platz
- Tazzjana Scheutschyk
Frauen, Hochsprung: 16. Platz
- Dmitri Schewtschenko
Männer, Diskuswurf: 8. Platz
- Andrei Schewtschuk
Männer, Speerwurf: 8. Platz
- Wladimir Schischkin
Männer, 110 Meter Hürden: Viertelfinale
- Marina Schmonina
Frauen, 4 × 400 Meter: Gold
- Michail Schtschennikow
Männer, 20 Kilometer Gehen: 12. Platz
- Natallja Schykalenka
Frauen, Speerwurf: Silber
- Juri Sergijenko
Männer, Hochsprung: Vorrunde
- Wolodimir Sintschenko
Männer, Diskuswurf: Vorrunde
- Wassili Sokow
Männer, Dreisprung: 9. Platz
- Waleri Spizyn
Männer, 50 Kilometer Gehen: 4. Platz
- Oleg Strischakow
Männer, 10.000 Meter: Vorläufe
- Jelena Sweschenzewa
Frauen, Speerwurf: 9. Platz
- Maxim Tarassow
Männer, Stabhochsprung: Gold
- Andrei Tichonow
Männer, 5000 Meter: Vorläufe
- Jakow Tolstikow
Männer, Marathon: 22. Platz
- Igor Trandenkow
Männer, Stabhochsprung: Silber
- Marina Trandenkowa
Frauen, 200 Meter: Viertelfinale
Frauen, 4 × 100 Meter: Silber
- Oleg Troschin
Männer, 20 Kilometer Gehen: DNF
- Olga Turtschak
Frauen, Hochsprung: 13. Platz
- Oleh Twerdochleb
Männer, 400 Meter Hürden: 6. Platz
Männer, 4 × 400 Meter: Vorläufe
- Sergej Ussow
Männer, 110 Meter Hürden: Halbfinale
- Olena Wjasowa
Frauen, 10.000 Meter: Vorläufe (DNF)
- Leonid Woloschin
Männer, Dreisprung: 4. Platz

### Moderner Fünfkampf
- Anatoli Starostin
Männer, Einzel: 4. Platz
Männer, Mannschaft: Silber
- Dmitri Swatkowski
Männer, Einzel: 18. Platz
Männer, Mannschaft: Silber
- Eduard Senowka
Männer, Einzel: Bronze 
Männer, Mannschaft: Silber

### Radsport
- Waleri Baturo
Männer, 4000 Meter Mannschaftsverfolgung: 6. Platz
- Alexei Botschkow
Männer, Straßenrennen: 66. Platz
- Igor Dsjuba
Männer, 100 Kilometer Mannschaftszeitfahren: 4. Platz
- Oleh Halkin
Männer, 100 Kilometer Mannschaftszeitfahren: 4. Platz
- Oleksandr Hontschenkow
Männer, 4000 Meter Einerverfolgung: 11. Platz
Männer, 4000 Meter Mannschaftsverfolgung: 6. Platz
- Wasil Jakowlew
Männer, Punktefahren: DNF
- Galina Jenjuchina
Frauen, Sprint: 5. Platz
- Alexander Kiritschenko
Männer, 1000 Meter Zeitfahren: 12. Platz
- Natalija Kischtschuk
Frauen, Straßenrennen: 4. Platz
- Petro Koschelenko
Männer, Straßenrennen: 47. Platz
- Nikolai Kowsch
Männer, Sprint: 7. Platz
- Nikolai Kusnetsow
Männer, 4000 Meter Mannschaftsverfolgung: 6. Platz
- Dmitri Neljubin
Männer, 4000 Meter Mannschaftsverfolgung: 6. Platz
- Igor Pastuchowitsch
Männer, 100 Kilometer Mannschaftszeitfahren: 4. Platz
- Ihar Patenka
Männer, 100 Kilometer Mannschaftszeitfahren: 4. Platz
- Swiatoslaw Riabuschenko
Männer, Straßenrennen: 33. Platz
- Swetlana Samochwalowa
Frauen, Straßenrennen: DNF
Frauen, 3000 Meter Einerverfolgung: 6. Platz
- Roman Saprikin
Männer, 4000 Meter Mannschaftsverfolgung: 6. Platz
- Sinaida Stahurskaja
Frauen, Straßenrennen: 16. Platz

### Reiten
- Sandro Chikladze
Vielseitigkeitsreiten, Einzel: DNF
Vielseitigkeitsreiten, Mannschaft: DNF
- Oleg Karpow
Vielseitigkeitsreiten, Einzel: DNF
Vielseitigkeitsreiten, Mannschaft: DNF
- Olga Klimko
Dressur, Einzel: 44. Platz
Dressur, Mannschaft: 11. Platz
- Michail Rybak
Vielseitigkeitsreiten, Einzel: 62. Platz
Vielseitigkeitsreiten, Mannschaft: DNF
- Vasiliu Tanas
Vielseitigkeitsreiten, Einzel: 51. Platz
Vielseitigkeitsreiten, Mannschaft: DNF
- Anatoli Timoschenko
Springen, Einzel: 47. Platz in der Qualifikation
- Irina Zuikowa
Dressur, Einzel: 47. Platz
Dressur, Mannschaft: 11. Platz
- Inna Zurakowska
Dressur, Einzel: 38. Platz
Dressur, Mannschaft: 11. Platz

### Rhythmische Sportgymnastik
- Oksana Skaldina
Frauen, Einzel: Bronze
- Oleksandra Tymoschenko
Frauen, Einzel: Gold

### Ringen
- Magomed Azizow
Männer, Federgewicht, Freistil: 5. Platz
- Leri Chabelowi
Männer, Schwergewicht, Freistil: Gold
- Macharbek Chadarzew
Männer, Halbschwergewicht, Freistil: Gold
- Sjarhej Dsjamjaschkewitsch
Männer, Schwergewicht, griechisch-römisch: Bronze
- Islam Dugutschijew
Männer, Leichtgewicht, griechisch-römisch: Silber
- Arsen Fadsajew
Männer, Leichtgewicht, Freistil: Gold
- Dawit Gobedschischwili
Männer, Superschwergewicht, Freistil: Bronze
- Məmmədsalam Haciyev
Männer, Weltergewicht, Freistil: 4. Platz
- Alexander Ignatenko
Männer, Bantamgewicht, griechisch-römisch: 4. Platz
- Mnazakan Iskandarjan
Männer, Weltergewicht, griechisch-römisch: Gold
- Alexander Karelin
Männer, Superschwergewicht, griechisch-römisch: Gold
- Gogi Koguaschwili
Männer, Halbschwergewicht, griechisch-römisch: Bronze
- Oleg Kutscherenko
Männer, Halbfliegengewicht, griechisch-römisch: Gold
- Sergei Martynow
Männer, Federgewicht, griechisch-römisch: Silber
- Wugar Orudschow
Männer, Halbfliegengewicht, Freistil: Bronze
- Elmadi Schabrailow
Männer, Mittelgewicht, Freistil: Silber
- Sjarhej Smal
Männer, Bantamgewicht, Freistil: Silber
- Alfred Ter-Mkrtchyan
Männer, Fliegengewicht, griechisch-römisch: Silber
- Wolodymyr Tohusow
Männer, Fliegengewicht, Freistil: Gruppenphase
- Däulet Turlychanow
Männer, Mittelgewicht griechisch-römisch: Bronze

### Rudern
- Igor Mogilnij
Männer, Einer: 17. Platz
- Leonid Schaposchnykow & Oleksandr Slobodenjuk
Männer, Doppelzweier: 12. Platz
- Inna Frolowa & Sarija Sakirowa
Frauen, Doppelzweier: 6. Platz
- Juri Pimenow & Nikolai Pimenow
Männer, Zweier ohne Steuermann: 15. Platz
- Hanna Motreschko & Olena Ronschyna
Frauen, Zweier ohne Steuerfrau: 6. Platz
- Waleri Belodedow, Anatoli Korbut & Dimitri Noss
Männer, Zweier mit Steuermann: 11. Platz
- Walerij Dossenko, Sergei Kinjakin, Mykola Tschupryna & Ģirts Vilks
Männer, Doppelvierer: 7. Platz
- Jelena Chlopzewa, Kazjaryna Karsten, Antonina Selikowitsch & Tetjana Ustjuschanina
Frauen, Doppelvierer: Bronze
- Wadim Junasch, Roman Monschenko, Wiktor Pitirimow & Wladimir Sokolow
Männer, Vierer ohne Steuermann: 10. Platz
- Igor Bortnitski, Weniamin But, Gennadi Krjutschkin, Pjotr Petrinitsch & Wladimir Romanischin
Männer, Vierer mit Steuermann: 6. Platz
- Alexander Anikejew, Alexandru Britov, Stepan Dimitrijewski, Jewgeni Kisliakow, Sergei Korotkich, Witali Rajewski, Igor Schkaberin, Oleg Sweschnikow & Wassili Tichonow
Männer, Achter: 10. Platz
- Switlana Fil, Irina Gribko, Natalija Grigorjewa, Ekaterina Kotko, Jelena Medwedewa, Marina Snak, Natallja Stassjuk, Sarmīte Stone & Marina Suprun
Frauen, Achter: 4. Platz

### Schießen
- Alexander Assanow
Trap: 21. Platz
- Anatoli Asrabajew
Männer, Laufende Scheibe: Silber
- Iwan Derewski
Trap: 33. Platz
- Juri Fedkin
Männer, Luftgewehr: Gold
- Miroslaw Ignatiuk
Männer, Schnellfeuerpistole: 6. Platz
- Andrei Inešin
Skeet: 25. Platz
- Kirill Iwanow
Männer, Kleinkaliber, Dreistellungskampf: 31. Platz
Männer, Kleinkaliber, liegend: 24. Platz
- Boris Kokorew
Männer, Luftpistole: 22. Platz
- Oleksandr Lawrinenko
Trap: 16. Platz
- Marina Logwinenko
Frauen, Luftpistole: Gold 
Frauen, Sportpistole: Gold
- Kanstanzin Lukaschyk
Männer, Freie Pistole: Gold
- Anna Maluchina
Frauen, Luftgewehr: 11. Platz
Frauen, Kleinkaliber, Dreistellungskampf: 21. Platz
- Hratschja Petikjan
Männer, Kleinkaliber, Dreistellungskampf: Gold 
Männer, Kleinkaliber, liegend: 8. Platz
- Sergei Pyschjanow
Männer, Luftpistole: Silber 
Männer, Freie Pistole: 16. Platz
- Nino Salukwadse
Frauen, Luftpistole: 10. Platz
Frauen, Sportpistole: 5. Platz
- Alexander Tscherkassow
Skeet: 11. Platz
- Walentina Tscherkassowa
Frauen, Luftgewehr: 5. Platz
- Iryna Schylawa
Frauen, Kleinkaliber, Dreistellungskampf: 19. Platz
- Waleri Timochin
Skeet: 25. Platz
- Andrej Wassiljeu
Männer, Laufende Scheibe: 4. Platz
- Wladimir Wochmjanin
Männer, Schnellfeuerpistole: Bronze
- Alexander Slydenny
Männer, Luftgewehr: 10. Platz

### Schwimmen
- Viktor Andrejew
Männer, 1500 Meter Freistil: 8. Platz
- Juri Baschkatow
Männer, 4 × 100 Meter Freistil: Silber
- Pawlo Chnykin
Männer, 100 Meter Schmetterling: 4. Platz
Männer, 4 × 100 Meter Freistil: Silber 
Männer, 4 × 100 Meter Lagen: Silber
- Jelena Dendeberowa
Frauen, 200 Meter Freistil: 9. Platz
Frauen, 4 × 100 Meter Freistil: 4. Platz
Frauen, 200 Meter Lagen: 4. Platz
- Wassili Iwanow
Männer, 100 Meter Brust: 5. Platz
Männer, 4 × 100 Meter Lagen: Silber
- Natalija Jakowlewa
Frauen, 100 Meter Schmetterling: 29. Platz
Frauen, 200 Meter Schmetterling: 22. Platz
- Jewgenija Jermakowa
Frauen, 50 Meter Freistil: 14. Platz
Frauen, 100 Meter Freistil: 14. Platz
Frauen, 4 × 100 Meter Freistil: 4. Platz
- Olha Kyrytschenko
Frauen, 200 Meter Freistil: 7. Platz
Frauen, 100 Meter Schmetterling: 17. Platz
Frauen, 4 × 100 Meter Lagen: Bronze
- Alexei Kudrjawzew
Männer, 400 Meter Freistil: 22. Platz
Männer, 4 × 200 Meter Freistil: Gold
- Wladislaw Kulikow
Männer, 100 Meter Schmetterling: 8. Platz
Männer, 4 × 100 Meter Lagen: Silber
- Dmitri Lepikow
Männer, 4 × 200 Meter Freistil: Gold
- Swetlana Leschukowa
Frauen, 4 × 100 Meter Freistil: 4. Platz
- Serghei Mariniuc
Männer, 200 Meter Lagen: 10. Platz
Männer, 400 Meter Lagen: 7. Platz
- Natalia Meschtscherjakowa
Frauen, 50 Meter Freistil: 6. Platz
Frauen, 4 × 100 Meter Freistil: 4. Platz
Frauen, 4 × 100 Meter Lagen: Bronze
- Juri Muchin
Männer, 4 × 200 Meter Freistil: Gold
- Denis Pankratow
Männer, 200 Meter Schmetterling: 6. Platz
- Alexander Popow
Männer, 50 Meter Freistil: Gold 
Männer, 100 Meter Freistil: Gold 
Männer, 4 × 100 Meter Freistil: Silber 
Männer, 4 × 100 Meter Lagen: Silber
- Gennadi Prigoda
Männer, 50 Meter Freistil: 7. Platz
Männer, 100 Meter Freistil: 8. Platz
Männer, 4 × 100 Meter Freistil: Silber
- Wladimir Pyschnenko
Männer, 200 Meter Freistil: 5. Platz
Männer, 4 × 100 Meter Freistil: Silber 
Männer, 4 × 200 Meter Freistil: Gold 
Männer, 4 × 100 Meter Lagen: Silber
- Jelena Rudkowskaja
Frauen, 100 Meter Brust: Gold 
Frauen, 200 Meter Brust: 4. Platz
Frauen, 4 × 100 Meter Lagen: Bronze
- Jewgeni Sadowy
Männer, 200 Meter Freistil: Gold 
Männer, 400 Meter Freistil: Gold 
Männer, 4 × 200 Meter Freistil: Gold
- Alexander Sawizki
Männer, 200 Meter Brust: 38. Platz
Männer, 200 Meter Lagen: 19. Platz
- Natalija Schibajewa
Frauen, 100 Meter Rücken: 26. Platz
Frauen, 200 Meter Rücken: 33. Platz
- Nina Zhivanevskaya
Frauen, 100 Meter Rücken: 7. Platz
Frauen, 200 Meter Rücken: 14. Platz
Frauen, 4 × 100 Meter Lagen: Bronze
- Wladimir Selkow
Männer, 100 Meter Rücken: 5. Platz
Männer, 200 Meter Rücken: Silber 
Männer, 4 × 100 Meter Lagen: Silber
- Weniamin Tajanowitsch
Männer, 4 × 100 Meter Freistil: Silber 
Männer, 4 × 200 Meter Freistil: Gold
- Jelena Schubina
Frauen, 100 Meter Freistil: 11. Platz
Frauen, 4 × 100 Meter Freistil: 4. Platz
Frauen, 4 × 100 Meter Lagen: Bronze
- Dmitri Wolkow
Männer, 100 Meter Brust: 6. Platz
Männer, 4 × 100 Meter Lagen: Silber
- Jelena Wolkowa
Frauen, 100 Meter Brust: 20. Platz
Frauen, 200 Meter Brust: 16. Platz

### Segeln
- Oleg Chopjorski
Männer, Finn-Dinghy: 16. Platz
- Dimitri Bereskin & Jewgeni Burmatnow
Männer, 470er: 28. Platz
- Laryssa Moskalenko & Olena Pacholtschyk
Frauen, 470er: 4. Platz
- Guram Biganischwili & Wladimir Grusdewi
Star: 13. Platz
- Juri Konowalow & Sjarhej Krauzou
Tornado: 9. Platz
- Wiktar Budanzew & Georgi Schaiduko
Flying Dutchman: 11. Platz
- Sergej Chaindrawa, Wolodymyr Korotkow & Serhiy Pitschuhin
Soling: 9. Platz

### Synchronschwimmen
- Jelena Dolschenko
Frauen, Solo: Vorrunde
- Anna Kozlova
Frauen, Solo: Vorrunde
Frauen, Duett: 4. Platz
- Olga Sedakowa
Frauen, Solo: 4. Platz
Frauen, Duett: 4. Platz

### Tennis
- Andrei Tscherkassow
Männer, Einzel: Bronze
- Andrei Tschesnokow
Männer, Einzel: 2. Runde
- Jewgenija Manjukowa
Frauen, Einzel: Achtelfinale
- Leila Mes’chi
Frauen, Einzel: 1. Runde
Frauen, Doppel: Bronze
- Natallja Swerawa
Frauen, Einzel: Achtelfinale
Frauen, Doppel: Bronze

### Tischtennis
- Andrei Masunow
Männer, Einzel: 17. Platz
Männer, Doppel: 5. Platz
- Dmitri Masunow
Männer, Einzel: 33. Platz
Männer, Doppel: 5. Platz
- Galina Melnik
Frauen, Einzel: 33. Platz
Frauen, Doppel: 17. Platz
- Irina Palina
Frauen, Doppel: 5. Platz
- Valentina Popovová
Frauen, Einzel: 17. Platz
Frauen, Doppel: 17. Platz
- Jelena Timina
Frauen, Einzel: 17. Platz
Frauen, Doppel: 5. Platz

### Turnen
- Waleri Belenki
Männer, Einzelmehrkampf: Bronze 
Männer, Mannschaftsmehrkampf: Gold 
Männer, Boden: 3. Platz in der Qualifikation
Männer, Pferd: 4. Platz in der Qualifikation
Männer, Barren: 3. Platz in der Qualifikation
Männer, Reck: 5. Platz
Männer, Ringe: 5. Platz
Männer, Seitpferd: 7. Platz
- Swjatlana Bahinskaja
Frauen, Einzelmehrkampf: 5. Platz
Frauen, Mannschaftsmehrkampf: Gold 
Frauen, Boden: 11. Platz in der Qualifikation
Frauen, Pferd: 4. Platz
Frauen, Stufenbarren: 10. Platz in der Qualifikation
Frauen, Schwebebalken: 5. Platz
- Oksana Chusovitina
Frauen, Einzelmehrkampf: 30. Platz in der Qualifikation
Frauen, Mannschaftsmehrkampf: Gold 
Frauen, Boden: 7. Platz
Frauen, Pferd: 14. Platz in der Qualifikation
Frauen, Stufenbarren: 77. Platz in der Qualifikation
Frauen, Schwebebalken: 10. Platz in der Qualifikation
- Rosalija Galijewa
Frauen, Einzelmehrkampf: 8. Platz in der Qualifikation
Frauen, Mannschaftsmehrkampf: Gold 
Frauen, Boden: 10. Platz in der Qualifikation
Frauen, Pferd: 20. Platz in der Qualifikation
Frauen, Stufenbarren: 14. Platz in der Qualifikation
Frauen, Schwebebalken: 11. Platz in der Qualifikation
- Jelena Grudnewa
Frauen, Einzelmehrkampf: 22. Platz in der Qualifikation
Frauen, Mannschaftsmehrkampf: Gold 
Frauen, Boden: 43. Platz in der Qualifikation
Frauen, Pferd: 24. Platz in der Qualifikation
Frauen, Stufenbarren: 14. Platz in der Qualifikation
Frauen, Schwebebalken: 9. Platz in der Qualifikation
- Tetjana Huzu
Frauen, Einzelmehrkampf: Gold 
Frauen, Mannschaftsmehrkampf: Gold 
Frauen, Boden: Bronze 
Frauen, Pferd: 9. Platz in der Qualifikation
Frauen, Stufenbarren: Silber 
Frauen, Schwebebalken: 37. Platz in der Qualifikation
- Ihor Korobtschinskyj
Männer, Einzelmehrkampf: 4. Platz in der Qualifikation
Männer, Mannschaftsmehrkampf: Gold 
Männer, Boden: 6. Platz in der Qualifikation
Männer, Pferd: Bronze 
Männer, Barren: 35. Platz in der Qualifikation
Männer, Reck: 35. Platz in der Qualifikation
Männer, Ringe: 12. Platz in der Qualifikation
Männer, Seitpferd: 5. Platz in der Qualifikation
- Tetjana Lyssenko
Frauen, Einzelmehrkampf: 7. Platz
Frauen, Mannschaftsmehrkampf: Gold 
Frauen, Boden: 12. Platz in der Qualifikation
Frauen, Pferd: Bronze 
Frauen, Stufenbarren: 13. Platz in der Qualifikation
Frauen, Schwebebalken: Gold
- Hryhorij Missjutin
Männer, Einzelmehrkampf: Silber 
Männer, Mannschaftsmehrkampf: Gold 
Männer, Boden: Silber 
Männer, Pferd: Silber 
Männer, Barren: 4. Platz in der Qualifikation
Männer, Reck: Silber 
Männer, Ringe: 5. Platz in der Qualifikation
Männer, Seitpferd: 51. Platz in der Qualifikation
- Rustam Scharipow
Männer, Einzelmehrkampf: 22. Platz in der Qualifikation
Männer, Mannschaftsmehrkampf: Gold 
Männer, Boden: 6. Platz in der Qualifikation
Männer, Pferd: 5. Platz in der Qualifikation
Männer, Barren: 20. Platz in der Qualifikation
Männer, Reck: 31. Platz in der Qualifikation
Männer, Ringe: 21. Platz in der Qualifikation
Männer, Seitpferd: 75. Platz in der Qualifikation
- Wital Schtscherba
Männer, Einzelmehrkampf: Gold 
Männer, Mannschaftsmehrkampf: Gold 
Männer, Boden: 6. Platz
Männer, Pferd: Gold 
Männer, Barren: Gold 
Männer, Reck: 11. Platz in der Qualifikation
Männer, Ringe: Gold 
Männer, Seitpferd: Gold
- Alexei Woropajew
Männer, Einzelmehrkampf: 16. Platz in der Qualifikation
Männer, Mannschaftsmehrkampf: Gold 
Männer, Boden: 12. Platz in der Qualifikation
Männer, Pferd: 70. Platz in der Qualifikation
Männer, Barren: 9. Platz in der Qualifikation
Männer, Reck: 23. Platz in der Qualifikation
Männer, Ringe: 13. Platz in der Qualifikation
Männer, Seitpferd: 26. Platz in der Qualifikation

### Volleyball
- Männerturnier
8. Platz
- Kader
Dmitri Fomin
Sergej Gorbunow
Jurij Korowjanskyj
Jewgeni Krassilnikow
Andrei Kusnezow
Ruslan Olichwer
Igor Runow
Oleksandr Schadtschyn
Oleg Schatunow
Juri Tscherednik
Pawel Schischkin
Konstantin Uschakow
- Frauenturnier
Silber
- Kader
Jewgenija Artamonowa
Jelena Batuchtina
Swetlana Korytowa
Galina Lebedewa
Tatjana Menschowa
Natalja Morosowa
Marina Nikulina
Walentina Ogijenko
Tatjana Sidorenko
Irina Smirnowa
Jelena Tschebukina
Swetlana Wassilewskaja

### Wasserball
- Männerturnier
Bronze
- Kader
Dmitri Apanasenko
Andrei Belofastow
Dmitri Gorschkow
Wladimir Karabutow
Alexander Kolotow
Andriy Kovalenko
Nikolai Koslow
Sergei Markotsch
Sergei Naumow
Alexander Ogorodnikow
Jewgeni Scharanow
Alexander Tchigir
Alexei Wdowin

### Wasserspringen
- Ynha Afonyna
Frauen, Turmspringen: 5. Platz
- Giorgi Tschogowadse
Männer, Turmspringen: 16. Platz in der Qualifikation
- Wera Iljina
Frauen, Kunstspringen: 6. Platz
- Irina Laschko
Frauen, Kunstspringen: Silber
- Jelena Miroschina
Frauen, Turmspringen: Silber
- Dmitri Sautin
Männer, Kunstspringen: Bronze 
Männer, Turmspringen: 6. Platz
- Walerij Stazenko
Männer, Kunstspringen: 8. Platz